# شهرستان تیر (نبراسکا)
شهرستان تیر، نبراسکا (به انگلیسی: Thayer County, Nebraska) یک سکونتگاه مسکونی در ایالات متحده آمریکا است که در نبراسکا واقع شده‌است.

## خصوصیات
شهرستان تیر ۱٬۴۸۹٫۲۵ کیلومترمربع مساحت دارد.